# Вурмбранд, Ричард
Ричард Вурмбранд (рум. Richard Wurmbrand; 24 марта 1909, Бухарест, Королевство Румыния — 17 февраля 2001, Торранс (Калифорния), США) — румынский лютеранский священник, общественный деятель, писатель
, педагог и политзаключённый в годы СРР. Входит в число 100 величайших румын.

## Биография
В молодости увлекался коммунистическими идеями. Участвовал в нелегальной деятельности Коммунистической партии Румынии. Был направлен на учёбу в Москву. В СССР пробыл всего год, после чего нелегально вернулся на родину. Подвергался преследованиям тайной полиции (сигуранца), несколько раз арестовывался, был заключён в тюрьму. Со временем отказался от своих политических идеалов.
В 1938 году под влиянием религиозной проповеди, обратился в христианство, присоединился к "Англиканской миссии для евреев". Вурмбранд был рукоположён дважды: впервые - в  англиканской церкви, затем, после Второй мировой войны, как лютеранский пастор.
В 1944 году, когда коммунистические власти предприняли меры по контролю церквей в Румынии, начал нелегальную пастырскую службу среди верующих.
В феврале 1948 года был арестован спецслужбами и провёл три года в тюрьме в одиночной камере. Вышел на свободу в 1956 году, отбыв в заключении восемь с половиной лет, и, несмотря на запрет проповедования, возобновил духовную службу в подпольной церкви.
В 1959 году был снова арестован и приговорен к 25 годам заключения. Подвергался пыткам в тюрьме за свои убеждения. Публично заявил о том, что коммунизм и христианство не совместимы. Пробыл в заключении в общей сложности четырнадцать лет.
В 1964 году, благодаря политическому давлению из-за рубежа, был выкуплен за 10 000 долларов и амнистирован. До своего освобождения Вурмбранд считался главой подпольной церкви Румынии, а затем стал голосом преследуемой церкви.
Покинув Румынию, Вурмбранд жил в Норвегии, Великобритании и Соединенных Штатах.
В мае 1965 года давал показания в Вашингтоне перед Сенатским подкомитетом по Национальной безопасности.
В апреле 1967 года Вурмбранд основал объединение «Иисус к коммунистическому миру», позже названное «Голос преследуемых христиан» — межконфессиональную организацию, созданную для поддержки христиан, преследуемых в странах советского блока. Позднее деятельность объединения охватила верующих, преследуемых по всему миру, особенно в мусульманских странах.
Его книги выходили на десятках языков.
В 1990 году Вурмбранд с женой, также в прошлом политзаключённой, вернулись в Румынию, где открыли типографию и книжный магазин в Бухаресте.
В 2018 г. по его книге сняли фильм «Пытаемы за Христа».

## Переведены на русский язык
- Христос на еврейской улице[4]
- Христос спускается с нами в тюремный ад[5]
- Пытаемы за Христа[6] (известна также в более раннем издании на русском под названием «Мучения за Христа»)
- Из уст ребёнка[7]
- Маркс и Сатана[8]
- Торжествующая Церковь[9]
- Жена пастора (автор — Сабина Вурмбранд)[10]

## Другие публикации (названия приведены в переводе с английского)
- 100 тюремных медитаций
- Наедине с Богом: новые проповеди из тюремного изолятора
- Ответ на полмиллиона писем
- От страданий к Триумфу!
- Если бы тюремные стены могли говорить
- Если бы это был Христос, вы бы дали ему своё одеяло?
- Иисус (друг террористов)
- Мой ответ московским атеистам
- Моя переписка с Иисусом
- Достигая вершин
- Божьи оракулы
- Победители
- Самая сладкая песня
- Полное Благословение
- Победоносная вера
- С Богом в одиночном заключении